# Ghiacciaio Styx
Il ghiacciaio Styx è un ghiacciaio lungo circa 20 km situato nella parte nord-occidentale della Dipendenza di Ross, nell'Antartide orientale. Il ghiacciaio, il cui punto più alto si trova a circa 1650 m s.l.m., si trova nell'entroterra della costa di Borchgrevink, dove si forma nella parte occidentale dei monti Southern Cross, e fluisce verso sud-est, scorrendo tra l'altopiano Pickard, a est, e la cresta Wood, a ovest, per poi virare verso sud-ovest e unire il suo flusso a quello del ghiacciaio Campbell.

## Storia
Il ghiacciaio Styx è stato così battezzato dai membri del reparto settentrionale della spedizione neozelandese di ricognizione geologica antartica svolta nel 1965-66, in associazione con lo Stige, uno dei cinque fiumi presenti negli Inferi secondo la mitologia greca e romana.